# らぶげ魂 愛とかほるのらぶフェロ
らぶげ魂 愛とかほるのらぶフェロ♥（らぶげだましい あいとかおるのらぶフェロ）は、清水愛と笹島かほるがパーソナリティーを務める、テレビアニメ『らぶげ絶対正義ラブフェロモン』との連動インターネットラジオ番組。
「らぶげ魂 愛とかほるのらぶフェロ♥」として配信されていたが、番組中でのタイトルコールは「愛とかほるのらぶフェロ♥」。いくつかの公式資料で「らぶげ魂 らぶフェロ♥」「らぶげ魂 らぶフェロ」というタイトルも見られた。略称は「らぶフェロ♥」。

## 放送概要
- 配信時期（音泉での最新配信日）は2005年4月4日～12月26日。
- アニメイトTVにて配信された愛とかほるのラブフェロモン!のリニューアル
- 音泉では毎週月曜日、ランティスウェブラジオでは4日遅れの毎週金曜日に配信。
- 音泉版とランティス版によって行う放送されるコーナーが異なることがあった。
- 同じ時期、『絶対正義ラブフェロモン』と同じ『あかほり外道アワーらぶげ』枠のアニメ『それゆけ!外道乙女隊』のラジオ番組である『らぶげ魂 外道乙女隊放送局』も音泉で配信され、一部の企画が連動していた。

### パーソナリティ
- 清水愛 - 『絶対正義ラブフェロモン』良澄愛美役
- 笹島かほる - 『絶対正義ラブフェロモン』佐嶋薫子役

### スタッフなど
- 渡会一仁 - ディレクター。「渡会さん」と呼ばれる。ツッコミマシーン（効果音を入れる装置）を使う。
- 花崎圭司 - 放送作家。「はなちゃん」と呼ばれる。しばしば声が入る。
- 尾形光広 - 『あかほり外道アワー』プロデューサー。「おがっち」と呼ばれる。

## エピソード
- 作家の花崎圭司が草野仁のファン（清水愛によれば「草野仁は神に等しい存在 」）であるせいで、時おり、草野仁や『日立 世界・ふしぎ発見!』に関するネタや演出が入れられた。
- 第12回（2005年6月20日音泉配信）は公開録音『草野ブルガリアまつり』。『世界ふしぎ発見!』の回答時に酷似したBGMが使われたりした。
- 第26回・第27回（2005年9月26日・10月3日音泉配信）では、通常のコーナーのほとんどを休止し、石垣島旅行の様子が放送された。
- 第30回（2005年10月24日音泉配信）は公開録音『温泉秋の大感謝祭スペシャル2005 箱根の部 らぶげ魂ラジオフィーバー!』。『それゆけ!外道乙女隊』から、榎本温子・音宮つばさ・近藤佳奈子・廣田詩夢・松岡由貴がゲスト出演した（門脇舞は欠席）。フリップクイズで、音宮つばさがなぜか「パンダ」を「パング」、「ミロンガ」を「ミロング」と書き間違い笑いを取る。

## コーナー
第7回ごろと、第28回の2回、コーナーのほとんどが入れ替わっている。

### ほぼ全編通してのコーナー
漫才
番組冒頭で、2人で漫才をする。
普通のおたより
普通のおたよりを紹介するコーナー。
今日のおがっち
女の子に言われた屈辱的な言葉を送ってもらうコーナー。

### 第6回ごろまでのコーナー
死ぬまでには言っておきたいチキンワード
恥ずかしい言葉を2人に言わせるコーナー。
リーク・ザ・外道乙女隊
ライバルの外道乙女隊の極秘情報をリスナーから募集するコーナー。
らぶフェロスパイ大作戦!
『外道乙女隊放送局』に一般リスナーのふりをしてメールを出すコーナー。最初に出した1通が採用された。門脇舞にバレたこともあり終了。

### 第7回ごろ～第27回のコーナー
死ぬまでには言っておきたいナイスホスト
甘い口説き文句を言ってもらうコーナー。
キャラクター・オブ・ジョイトイ
理想のキャラクターを作っていくコーナー。
らぶフェロ団に入ろう （初期のタイトルは らぶスパ団に入ろう）
自分の恥ずかしい秘密を暴露しちゃうコーナー。内容に応じて、負け犬・太鼓持ち・先輩・中間管理職・支部長・会長・王様の7段階の称号か、殿堂入りとした場合にはさらにその上の、らぶふぇろひとしくん・らぶふぇろスーパーひとしくん・くさのひとしの3段階の称号が与えられる。
らぶじーすとあ （初期のタイトルは らぶげーすとあ）
「らぶフェロ」グッズをみんなで作っちゃうコーナー。Tシャツと湯のみが完成し、コスパのネット通販サイトGEE!STORE（ジーストア）などで販売された。『外道乙女隊放送局』の「らぶげーまーず」 と対になるコーナー。
出張しちゃうよ～
2人に来てもらいたい出張先を募集するコーナー。なぜか募集と関係なく、石垣島へ出張。

#### 短期間のコーナー
らぶげラジオドラマ
『絶対正義ラブフェロモン』のラジオドラマ。
ラジオ小説「はなとわたとくさとゆうかたん」
リスナー投稿による、笹島かほるの朗読劇。

### 第28回からのコーナー
らぶフェロ辞典
いろんな言葉を勝手に編纂（意味づけ）しちゃうコーナー。正確な答えではなく、2人を納得させる答えを求める。納得できる解釈には「1花ちゃんシール」がもらえ、5枚集めると「2人のサイン入りスペシャルらぶフェロシール」と交換できる。意味を募集した言葉は、「たこらばっちょう（番傘の方言）」「清水愛」「プロテイン」「パング（#エピソード参照）」「霜折れ（霜が急激に溶けること）」。
らぶフェロ軍人将棋
テーマ（「ちらり」と「やばい」）に沿って送られてきたメールの内容で戦うコーナー。リスナーは清水軍か笹島軍かに送るかを先に決めてもらう。ちなみに判定は渡会Dである。勝てば1歩進めて、負けると1歩下がる。先に10歩進めると勝利となる。敗者の罰ゲームは『みんなの官能小説』の朗読で、最終回で笹島かおりが読まされた。

## 番組CD
- らぶげ魂 ラブフェロ♥ CDスペシャルアタックNO.1  (2005年09月07日 / 発売元：オンザラン / LHCA-5013 / 2,800円(税込))
- らぶげ魂 ラブフェロ♥ CDスペシャルアタックNO.2  (2005年10月26日 / 発売元：オンザラン / LHCA-5020 / 2,800円(税込))